# Ludwig Eichrodt
Ludwig Eichrodt (Durlach, 1827. február 2. – Lahr, 1892. február 2.) német költő.

## Élete
Műveinek egy részét Rudolf Rodt álnéven adta ki. Humoros költő, akit gazdag élc, szatirikus tehetség és feneketlen jókedv jellemeznek. Sok dala valóságos népdal lett. Ő szerkesztette a legelterjedtebb német deák daloskönyvet (Allgemeines deutsches Commersbuch) is. A müncheni Fliegende Blätter című humoros hetilapnak 1848-tól munkatársa volt. 1871-től Lahrban működött mint bíró.

## Főbb művei
- Gedichte in allerlei Humoren (1853)
- Schneiderbüchlein (1853)
- Leben und Liebe (költemények, 1856)
- Die Pfalzgrafen (dráma, 1859)
- Deutsches Knabenbuch (1865, sikerült rajzokkal Schrödter- és Camphausentől)
- Alboin (dráma, 1865)
- Rheinschwäbisch (1869, költemények badeni nyelvjárásban)
- Lyrischer Kehraus (1869, 2 rész)
- Lyrische Karikaturen (1869)
- Biedermeiers Liederlust (1875)
- Hortus deliciarum (1876-80, 6 rész, antológia)
- Gesammelte Dichtungen (1890, 2 kötet, számos deákdallal)